# Deutsche Gesellschaft für Internationale Zusammenarbeit
Die Deutsche Gesellschaft für Internationale Zusammenarbeit (GIZ) GmbH ist eine Organisation der Entwicklungszusammenarbeit (EZ), die im Auftrag verschiedener Ministerien der Bundesrepublik Deutschland international tätig ist.
Sie ist am 1. Januar 2011 aus der Verschmelzung der Deutschen Gesellschaft für Technische Zusammenarbeit (GTZ), der Internationalen Weiterbildung und Entwicklung gGmbH (InWEnt) und dem Deutschen Entwicklungsdienst (DED) hervorgegangen.
Das Unternehmen ist in Bonn und in Frankfurt am Main im Handelsregister als GmbH eingetragen und hat seinen Sitz sowohl in Bonn als auch in Eschborn.
Alleinige Gesellschafterin der GIZ ist die Bundesrepublik Deutschland. Im Jahr 2011 hatte das Unternehmen einen Umsatz von etwa 2 Milliarden Euro.

## Aufgaben
Der GIZ kommt die Aufgabe der Ausführung der durch den Auftraggeber vereinbarten Technischen Zusammenarbeit zu. Die technische Zusammenarbeit besteht vor allem aus Beratung, Finanzierungsbeiträgen, Entwicklungsleistungen, Aufbau und Förderung von Projektträgern, Bereitstellung von Ausrüstung und Material und der Erstellung von Studien und Gutachten. Darüber hinaus ist die GIZ in der internationalen Bildungsarbeit tätig.
Entwicklungshelfer aus dem ehemaligen Deutschen Entwicklungsdienst kritisieren die Zusammenlegung und die Ausrichtung der GIZ entschieden. Nach ihrer Ansicht verschob sich der Schwerpunkt auf die Wirtschaftsförderung. Die Armutsbekämpfung und die Hilfe zur Selbsthilfe werden laut dieser Kritik vernachlässigt.
Zur Ausbildung ihrer eigenen Mitarbeiter, aber auch für über 40 externe Organisationen, betreibt die GIZ die Akademie für Internationale Zusammenarbeit auf dem Campus Kottenforst im Bonner Ortsteil Röttgen.

## Auftraggeber
Die wichtigsten Auftraggeber der GIZ sind in erster Linie das Bundesministerium für wirtschaftliche Zusammenarbeit und Entwicklung (BMZ) sowie weitere Ministerien wie das Auswärtige Amt, das Bundesumweltministerium und das Bundesministerium für Bildung und Forschung. Hinzu kommen Bundesländer, Kommunen und weitere öffentliche sowie private Auftraggeber wie etwa Regierungen anderer Länder, Europäische Kommission, Vereinte Nationen und Weltbank.
Die Vorstandssprecherin Tanja Gönner (im Amt von 2012 bis 2022) setzte sich zum Ziel, neue Auftraggeber jenseits der öffentlichen Hand zu gewinnen; zugleich soll die GIZ eine „Fusionsrendite“ durch Zusammenführung der drei zuvor bestehenden staatlichen Entwicklungshilfe-Organisationen und den Abbau von Doppelstrukturen erzielen.

## Organisation und Umsetzung

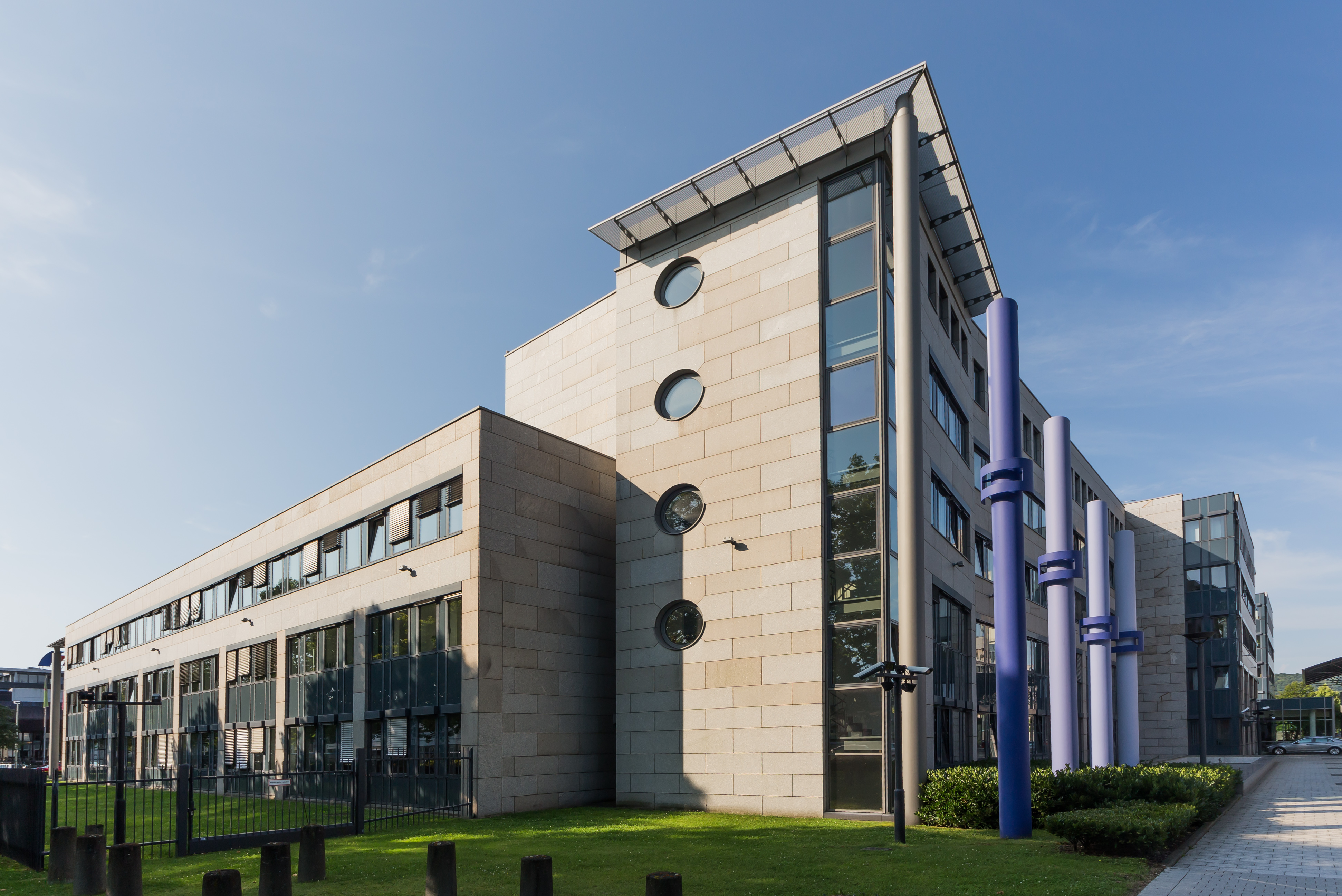
Sitz der GIZ in Bonn

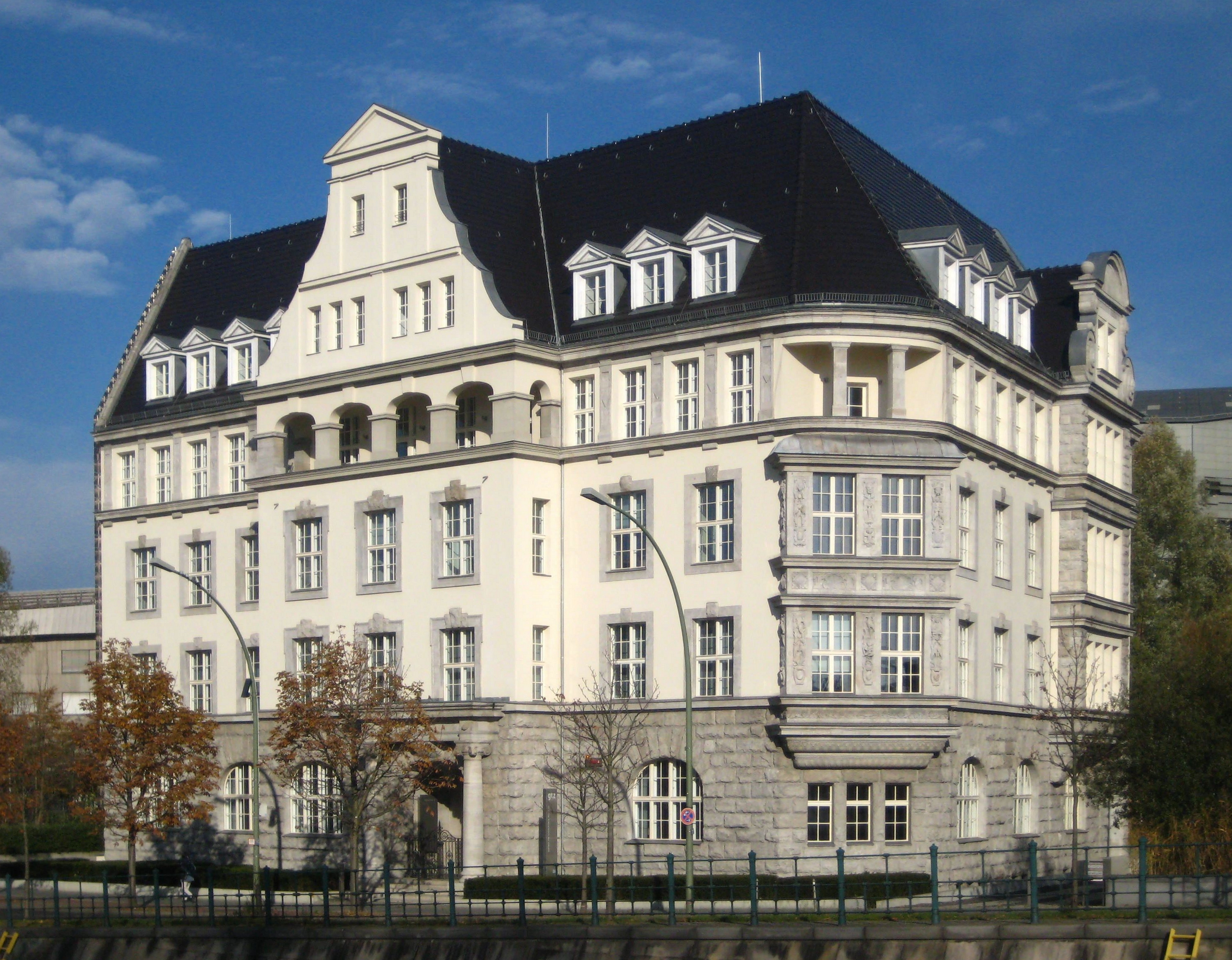
Denkmalgeschütztes GIZ-Haus in Berlin

Die GIZ unterhält zwei Unternehmenssitze in Deutschland: einen in Bonn, dem Standort des ehemaligen DED und InWEnt, und einen in Eschborn bei Frankfurt am Main, dem ehemaligen Standort der GTZ. Daneben hat die GIZ Repräsentanzen in Berlin und Brüssel und ist in vier weiteren deutschen Städten mit Regionalbüros vertreten.
Weltweit hat die GIZ 90 Standorte. Entweder teilt sie sich die Landesbüros mit anderen Organisationen der deutschen Entwicklungszusammenarbeit oder hat eigene Büros. Von dort aus agieren die Mitarbeiter in der Fläche.
Die GIZ ist eine der derzeit sieben Organisationen die als Träger des Entwicklungsdienstes anerkannt sind, sie ist Mitglied im Dachverband Arbeitsgemeinschaft der Entwicklungsdienste (AGdD) e. V.

## Mitarbeiter
Die GIZ beschäftigt in über 120 Ländern 23.530 Mitarbeiter (Personalzahlen: Stand 31. Dezember 2024), von denen ca. 65 Prozent (15.275) einheimische Kräfte sind. Hinzu kommen 224 Entwicklungshelfer sowie 105 Integrierte und Rückkehrende Fachkräfte des Centrum für internationale Migration und Entwicklung (CIM). 77 Prozent der Mitarbeitenden arbeiten außerhalb von Deutschland. Seit 2013 bietet die GIZ keinen weltwärts-Freiwilligendienst mehr an.
Da die GIZ-Mitarbeiter auch in Ländern mit einer ungenügenden Sicherheitslage arbeiten, waren einzelne Personen in der Vergangenheit Ziel von Entführungen und Gewaltverbrechen (Entführung in Afghanistan 2015, tödlicher Überfall in Niger 2018 u. a.).

## Sitz

### Bonn
In Bonn ist die GIZ derzeit an zwei Standorten im Bundesviertel beheimatet: ein gemietetes Bürogebäude an der Godesberger Allee 119, sowie zwei unternehmenseigene Bürogebäude, die gemeinsam den "GIZ Campus Bonn" bilden. Der Campus besteht aus dem „Mäanderbau“ (Friedrich-Ebert-Allee 36) und dem Campus Forum (Friedrich-Ebert-Allee 32). Der Mäanderbau entstand als erster von zwei Bauabschnitten der als „B9 Offices“ vermarkteten Bürogebäude für 70 Millionen Euro und bietet Platz für etwa 500 Mitarbeiter. Der Kaufvertrag für das Gebäude wurde am 22. August 2012 unterzeichnet, die Grundsteinlegung erfolgte am 28. Juni 2013, das Richtfest wurde am 28. März 2014 begangen und die Einweihung am 26. Juni 2015. Der Kaufvertrag für den zweiten Bauabschnitt wurde am 18. Dezember 2015 unterzeichnet, er soll bei Kosten von 158 Millionen Euro bis Ende 2019 entstehen und etwa 850 Mitarbeiter aufnehmen. Damit sollen alle Mitarbeiter der GIZ an einem Standort zusammengeführt werden.

### Eschborn
Eschborn ist der Standort der GIZ mit der größten Zahl der Mitarbeiter. Diese verteilen sich auf acht Gebäude, die teils Eigentum und teils angemietet sind. Ein 2020 begonnener Neubau mit 32.000 m² Fläche auf einem Nachbargrundstück soll 2025 fertiggestellt sein und den GIZ-Campus erweitern.

### Feldafing
In Feldafing am Starnberger See betreibt die GIZ ein internationales Fortbildungszentrum.

## Sonstiges
In Pakistan wurden von der dortigen Polizei 2012 drei mutmaßliche BND-Mitarbeiter festgenommen, die sich als Mitarbeiter der GIZ ausgaben und entsprechende Legenden hatten. In Israel wurde 2024 eine Mitarbeiterin der GIZ festgenommen und während der Haft geschlagen.

## Kritik
Wegen First-Class-Flügen und Luxuslimousinen für den Vorstand geriet die GIZ im Sommer 2011 in die Kritik. Der SPD-Politiker Lothar Binding warf den Entwicklungshelfern Verschwendung von Steuermitteln vor. Kritik übte Binding auch daran, „dass der siebenköpfige Übergangsvorstand – für gerade mal noch ein Jahr – umfangreiche Baumaßnahmen für die eigenen Büros sowohl in Eschborn als auch in Bonn“ durchführen lasse.